# Rodolfo Saldain

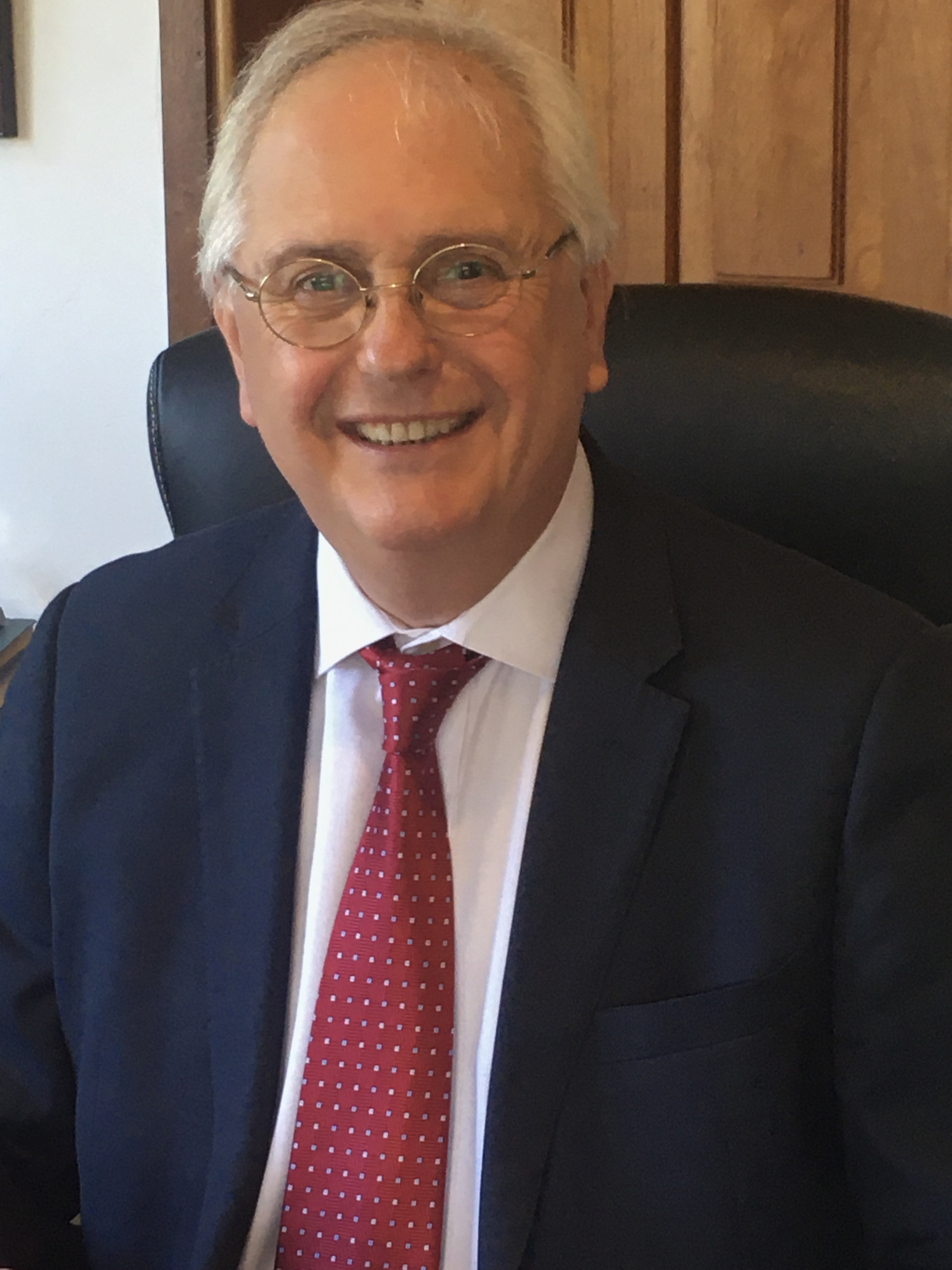
Rodolfo Saldain

Rodolfo Saldain (Rocha, Uruguay, 17 de agosto de 1957) es un abogado especializado en Derecho Laboral y en Derecho de la seguridad social que desempeña su actividad en su país. Fue designado por el presidente de la República Oriental del Uruguay, Luis Lacalle Pou, para presidir la Comisión de Expertos en Seguridad Social, creada por la Ley de Urgente Consideración (Ley N° 19.889, julio de 2020), para realizar un diagnóstico del sistema previsional uruguayo y presentar al Poder Ejecutivo propuestas para reformarlo.

## Biografía
Abogado, egresado de la Universidad de la República en 1983, fue presidente del Banco de Previsión Social (BPS), coautor de las reformas previsionales de Uruguay (1995) y de Costa Rica (1997). 
Saldain se desempeñó como Subdirector General de la extinta Dirección General de la Seguridad Social de 1985 a 1986, formó parte del Directorio del BPS de 1986 a 1989 y fue Presidente del mismo entre 1990 y 1993.
Además de dedicarse al servicio público, Saldain se desarrolló en la actividad empresarial, así como en la consultoría internacional (1995 a 2005) y en la docencia.
Fue docente en la Universidad de la República, Centro Latinoamericano de Economía Humana, Universidad Católica y Universidad de Montevideo. Publicó decenas de artículos en revistas especializadas y capítulos en obras colectivas sobre aspectos laborales y de seguridad social.
Es autor de "Reforma Jubilatoria: El nuevo modelo previsional" (1995) y coautor de "Beneficios Laborales y Seguridad Social en la Reforma Tributaria" (2007), ambos publicados por Fundación de Cultura Universitaria. 
En 2020, publicó el libro “La era de los nuevos viejos. Longevidad, trabajo y jubilación en el siglo XXI” sobre "los efectos individuales de vidas más largas y los impactos colectivos de la masificación de la longevidad en el sistema de seguridad social". 
Afín al Partido Nacional, Saldain tuvo actividad política durante su juventud pero rápidamente desarrolló un perfil técnico. 
Se especializó en trabajo y seguridad social por su gusto por las humanidades y las causas sociales.